# Дзюбка Олексій Миколайович
Олексі́й Микола́йович Дзю́бка (1982—2023) — молодший сержант Національної гвардії України, учасник російсько-української війни, Герой України (2025, посмертно).

## Життєпис
Народився в селищі Сахновщина Харківської області. Закінчив Полтавський університет економіки і торгівлі за спеціальністю «Товарознавство та комерційна діяльність». У 2011 році здобув другу вищу освіту в Національному педагогічному університеті ім. М. П. Драгоманова. З 2013 року проживав із родиною в селищі Коцюбинське Київської області. Працював у компанії «Міськжитлобуд» менеджером з продажу нерухомості.
Після початку повномасштабної війни став військовослужбовцем Національної гвардії України. Служив у батальйоні «Свобода». Обіймав посаду командира взводу.
Загинув 18 грудня 2023 року поблизу села Спірне Донецької області.

## Нагороди
- Звання Герой України з удостоєнням ордена Золота Зірка (20 січня 2025, посмертно) — за особисту мужність і героїзм, виявлені у захисті державного суверенітету та територіальної цілісності України, самовіддане служіння Українському народові[1].